# Musée d'Art occidental et oriental (Odessa)
Le musée d'art occidental et oriental (en ukrainien : Музей західного і східного мистецтва; en russe : Одесский музей западного и восточного искусства) d'Odessa abrite une des plus importantes collections artistiques d'Ukraine.

## Historique
Le musée est fondé en 1924 et situé dans un hôtel particulier construit en 1856 selon les plans de l'architecte Ludwig Otton pour la famille du comte Alexandre Abaza,. la section d'art oriental est inaugurée quant à elle en 1951, grâce à des pièces de musées en provenance de musées de Moscou, de Léningrad et de Kiev.

## Collections

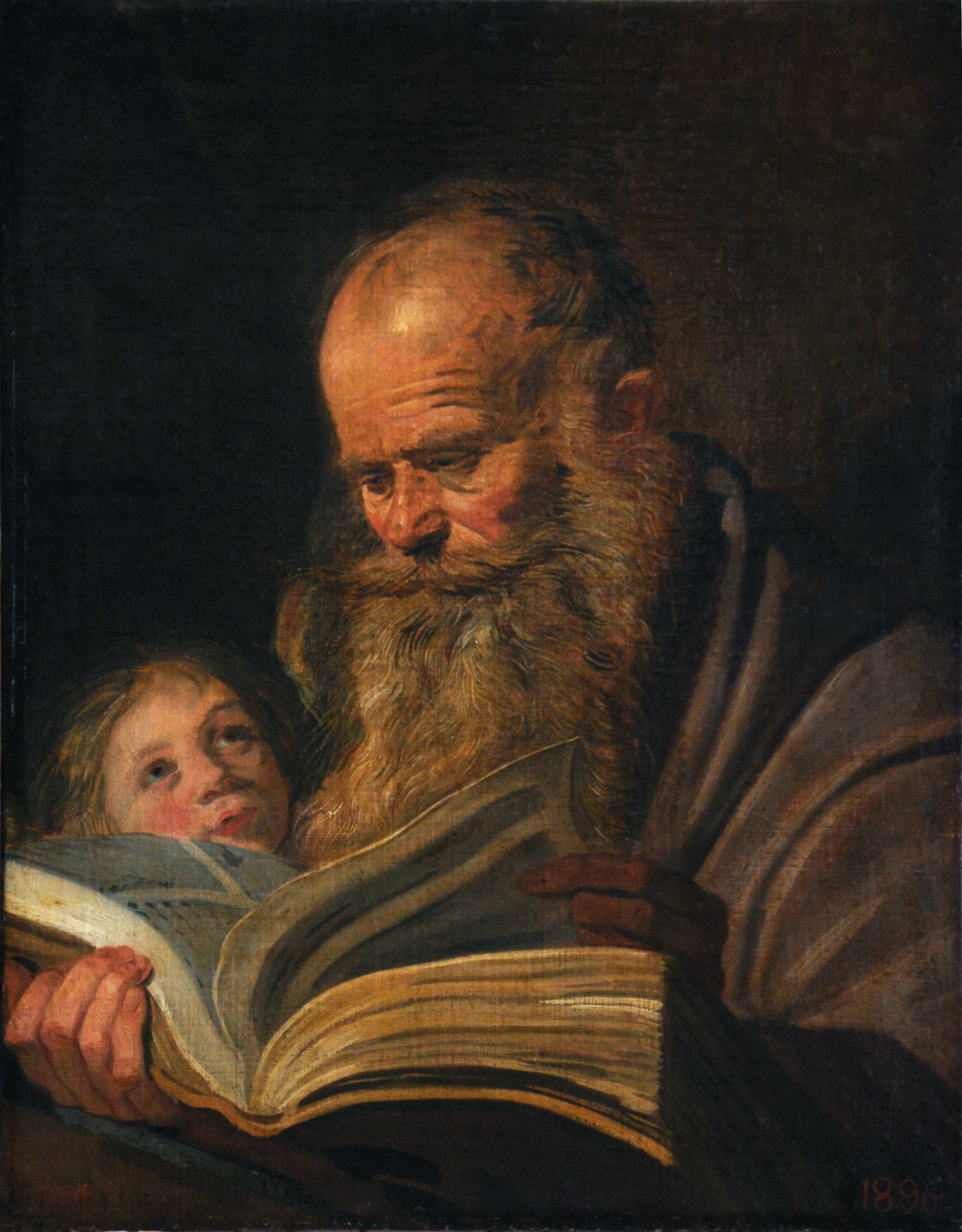
Saint Matthieu, Frans Hals, v. 1625.
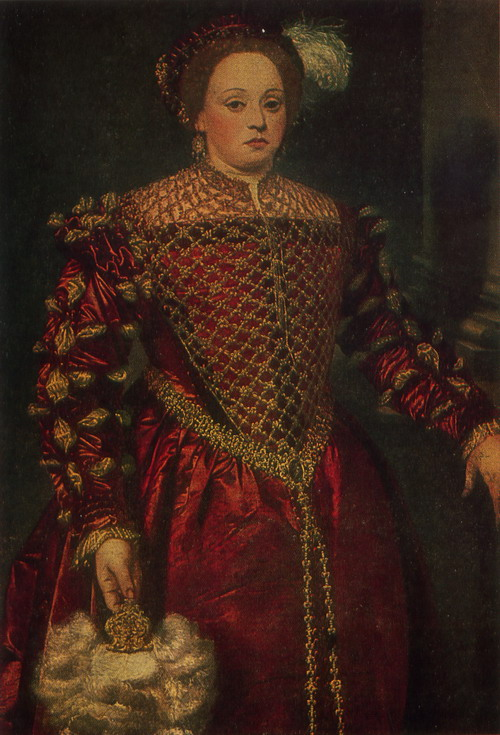
Portrait d'une vénitienne, XVIe siècle.
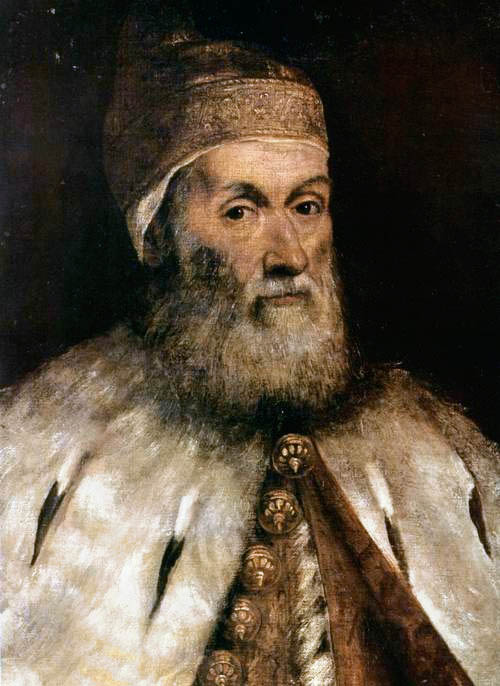
Le Tintoret, portrait du Doge Girolamo Priuli.
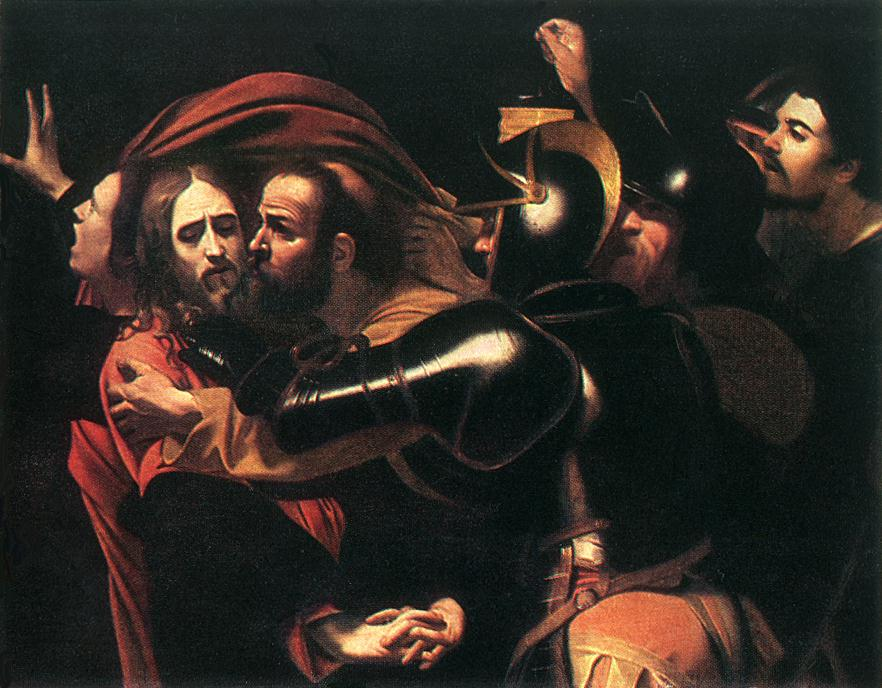
L' arrestation du Christ, Le Caravage.
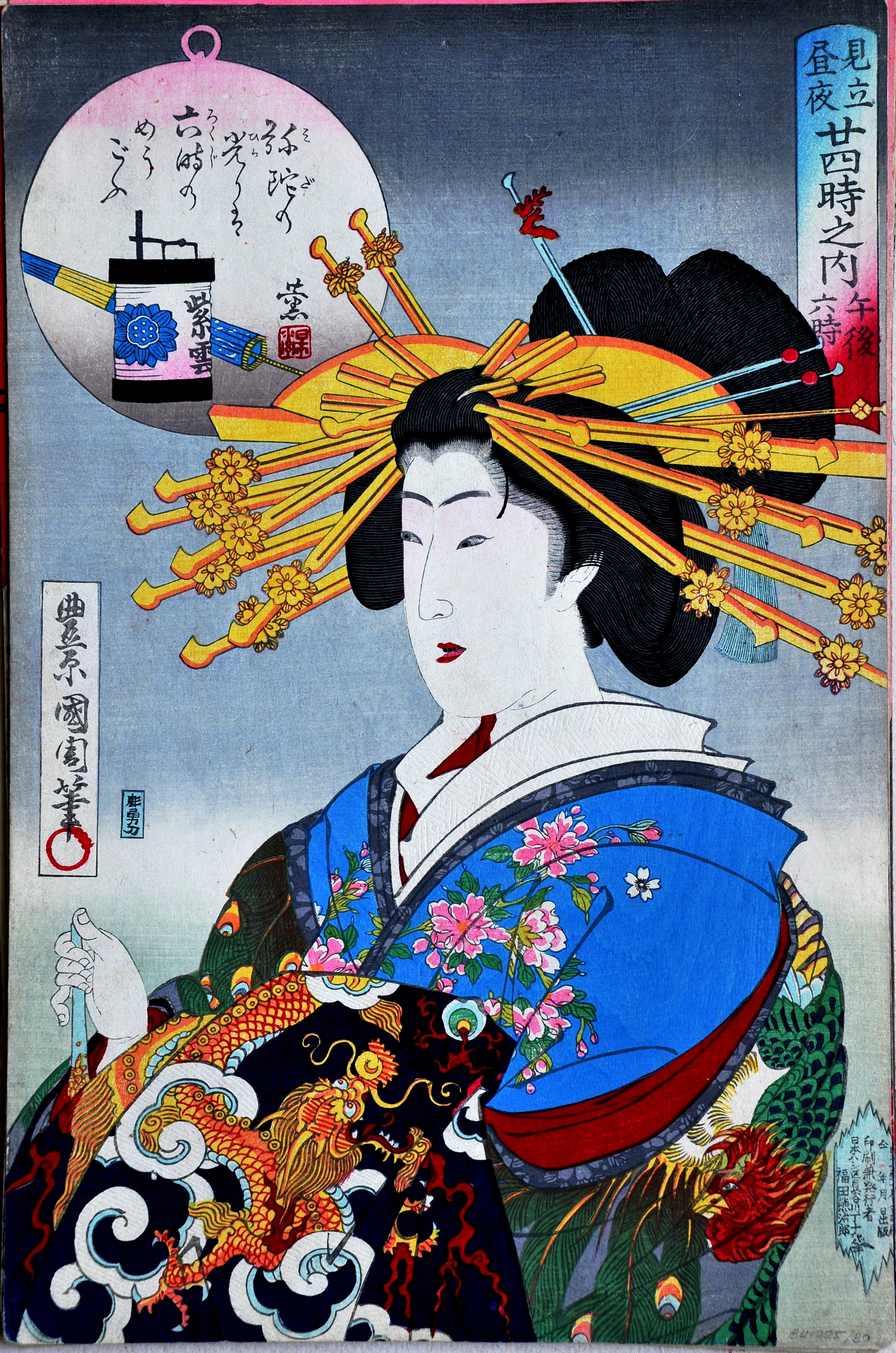
Peinture sur bois japonaise.
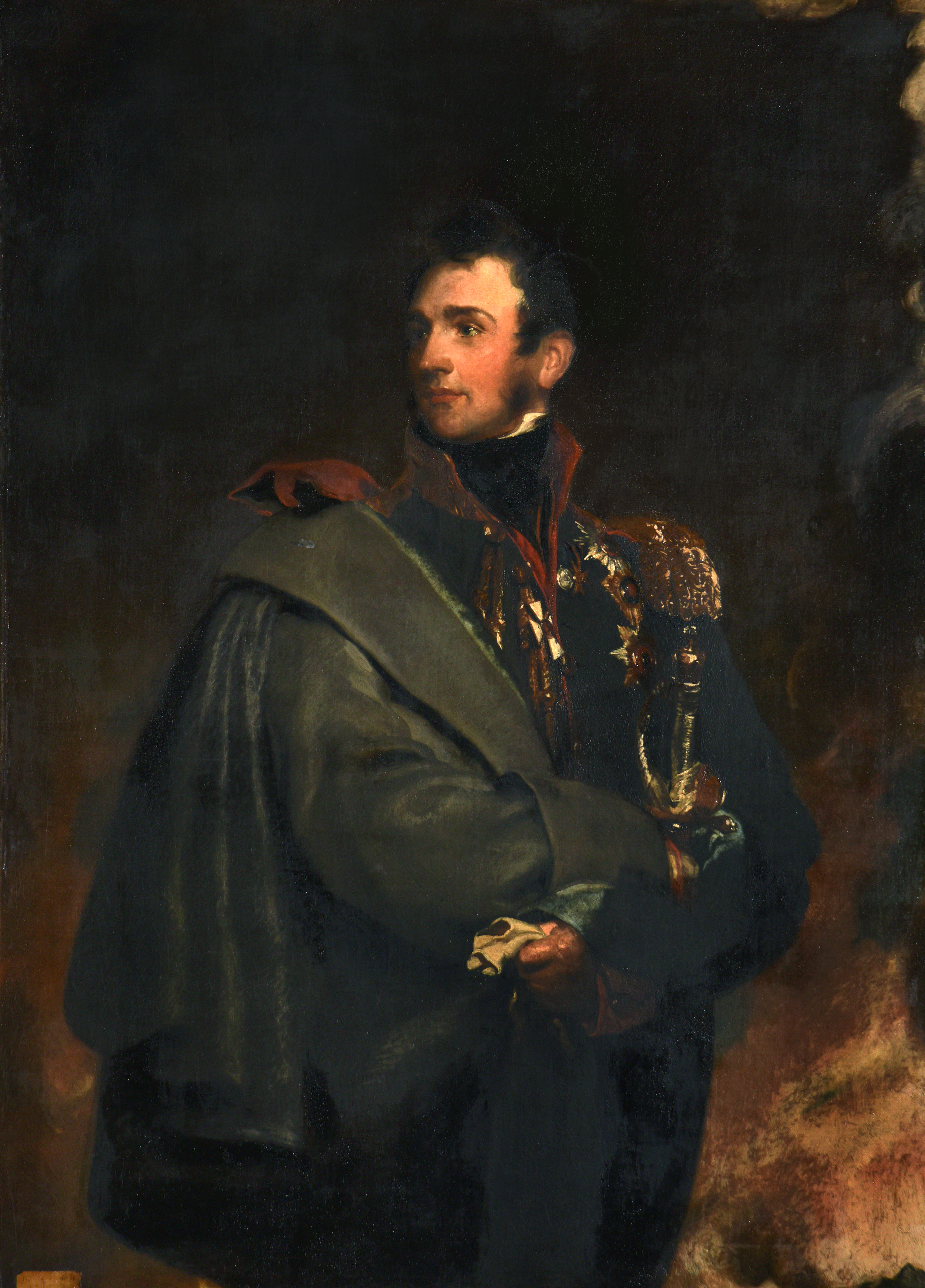
Portrait du comte Voronsoff d'après Thomas Lawrence.

La collection du musée comporte trois sections :
- galerie d'art pictural (XVIe-XXe siècle) ;
- galerie d'arts graphiques (avec notamment une section consacrée aux arts graphiques japonais) ;
- galerie d'art décoratif (porcelaines, meubles, tapisseries, etc.).

### Sources
- (uk) Cet article est partiellement ou en totalité issu de l’article de Wikipédia en ukrainien intitulé « Музей західного і східного мистецтва » (voir la liste des auteurs).